# Lista trenerów AS Roma
Pełna lista trenerów AS Roma.
| Imię i Nazwisko          | Sezony jako trener                                | Sukcesy |
| ------------------------ | ------------------------------------------------- | --- |
| Luciano Spalletti (2)    | 2016/2017 2015/2016                               | - |
| Rudi Garcia              | 2015/2016 2014/2015 2013/2014                     | Serie A wicemistrzostwo 2014/2015 Serie A wicemistrzostwo 2013/2014 |
| Aurelio Andreazzoli      | 2012/2013                                         | Puchar Włoch finalista 2012/2013 |
| Zdeněk Zeman (2)         | 2012/2013                                         | - |
| Luis Enrique             | 2011/2012                                         | - |
| Vincenzo Montella        | 2010/2011                                         | - |
| Claudio Ranieri          | 2010/2011 2009/2010                               | Superpuchar Włoch finalista 2010 Serie A wicemistrzostwo 2009/2010 Puchar Włoch finalista 2009/2010 |
| Luciano Spalletti (1)    | 2009/2010 2008/2009 2007/2008 2006/2007 2005/2006 | Superpuchar Włoch finalista 2008 Puchar Włoch zwycięstwo 2007/2008 Serie A wicemistrzostwo 2007/2008 Superpuchar Włoch zwycięstwo 2007 Puchar Włoch zwycięstwo 2006/2007 Serie A wicemistrzostwo 2006/2007 Superpuchar Włoch finalista 2006 Serie A wicemistrzostwo 2005/2006 Puchar Włoch finalista 2005/2006 |
| Bruno Conti              | 2004/2005                                         | Puchar Włoch finalista 2004/2005 |
| Luigi Delneri            | 2004/2005                                         | - |
| Rudi Völler              | 2004/2005                                         | - |
| Cesare Prandelli         | 2004/2005                                         | - |
| Fabio Capello            | 2003/2004 2002/2003 2001/2002 2000/2001 1999/2000 | Serie A wicemistrzostwo 2003/2004 Puchar Włoch finalista 2002/2003 Serie A wicemistrzostwo 2001/2002 Superpuchar Włoch zwycięstwo 2001 Serie A mistrzostwo 2000/2001 |
| Zdeněk Zeman             | 1998/1999 1997/1998                               | - |
| Nils Liedholm (4)        | 1996/1997                                         | - |
| Carlos Bianchi           | 1996/1997                                         | - |
| Carlo Mazzone            | 1995/1996 1994/1995 1993/1994                     | - |
| Vujadin Boskov           | 1992/1993                                         | Puchar Włoch finalista 1992/1993 |
| Ottavio Bianchi          | 1991/1992 1990/1991                               | Superpuchar Włoch finalista 1991 Puchar Włoch zwycięstwo 1990/1991 Puchar UEFA finalista 1990/1991 |
| Luigi Radice             | 1989/1990                                         | - |
| Nils Liedholm (3)        | 1988/1989 1987/1988                               | - |
| Angelo Benedicto Sormani | 1986/1987                                         | - |
| Sven-Göran Eriksson      | 1985/1986 1984/1985                               | Serie A wicemistrzostwo 1985/1986 Puchar Włoch zwycięstwo 1985/1986 |
| Nils Liedholm (2)        | 1983/1984 1982/1983 1981/1982 1980/1981 1979/1980 | Puchar Mistrzów finalista 1983/1984 Serie A wicemistrzostwo 1983/1984 Puchar Włoch zwycięstwo 1983/1984 Serie A mistrzostwo 1982/1983 Serie A wicemistrzostwo 1980/1981 Puchar Włoch zwycięstwo 1980/1981 Puchar Włoch zwycięstwo 1979/1980                                                                    |
| Ferruccio Valcareggi     | 1978/1979                                         | - |
| Gustavo Giagnoni         | 1978/1979 1977/1978                               | - |
| Nils Liedholm (1)        | 1976/1977 1975/1976 1974/1975 1973/1974           | - |
| Manlio Scompigno         | 1973/1974                                         | - |
| Antonio Trebicani        | 1972/1973                                         | - |
| Helenio Herrera (2)      | 1972/1973 1971/1972                               | Puchar Anglo-Włoski zwycięstwo 1971/1972 |
| Luciano Tessari          | 1970/1971                                         | - |
| Helenio Herrera (1)      | 1970/1971 1969/1970 1968/1969                     | Puchar Włoch zwycięstwo 1968/1969 |
| Oronzo Pugliese          | 1967/1968 1966/1967 1965/1966                     | - |
| Juan Carlos Lorenzo      | 1964/1965                                         | - |
| Luis Miró                | 1963/1964                                         | Puchar Włoch zwycięstwo 1963/1964 |
| Naim Krieziu             | 1963/1964                                         | - |
| Alfredo Foni (2)         | 1963/1964 1962/1963                               | - |
| Luis Carniglia           | 1962/1963 1961/1962                               | - |
| Alfredo Foni (1)         | 1960/1961 1959/1960                               | Puchar Miast Targowych zwycięzca 1960/1961 |
| György Sárosi (2)        | 1958/1959                                         | - |
| Gunnar Nordahl           | 1958/1959 1957/1958                               | - |
| Alec Stock               | 1957/1958                                         | - |
| Guido Masetti (2)        | 1956/1957                                         | - |
| György Sárosi (1)        | 1956/1957 1955/1956                               | - |
| Jesse Carver             | 1955/1956 1954/1955 1953/1954                     | - |
| Mario Varglien           | 1953/1954 1952/1953                               | - |
| Giuseppe Viani           | 1951/1952                                         | - |
| Guido Masetti (1)        | 1950/1951                                         | - |
| Pietro Serantoni         | 1950/1951                                         | - |
| Adolfo Balonceri         | 1950/1951                                         | - |
| Luigi Brunella (2)       | 1949/1950                                         | - |
| Fulvio Bernardini        | 1949/1950                                         | - |
| Luigi Brunella (1)       | 1948/1949 1947/1948                               | - |
| Imre Senky               | 1947/1948                                         | - |
| Giovanni Degni           | 1946/1947 1945/1946                               | - |
| Guido Masetti            | brak oficjalnych rozgrywek                        | - |
| Geza Kertesz             | 1942/1943                                         | - |
| Alfred Schaffer          | 1942/1943 1941/1942 1940/1941 1939/1940           | Serie A mistrzostwo 1941/1942 Puchar Włoch finalista 1940/1941 |
| Guido Ara                | 1939/1940 1938/1939 1937/1938                     | - |
| Luigi Barbesino          | 1936/1937 1935/1936 1934/1935 1933/1934           | Puchar Włoch finalista 1936/1937 Serie A wicemistrzostwo 1935/1936 |
| Lajos Kovács             | 1932/1933                                         | - |
| Janos Baar               | 1932/1933 1931/1932                               | - |
| Herbert Burgess          | 1931/1932 1930/1931 1929/1930                     | Serie A wicemistrzostwo 1930/1931 |
| Guido Baccani            | 1929/1930                                         | - |
| William Garbutt          | 1928/1929 1927/1928                               | |